# Chengwu
Chengwu är ett härad som lyder under Hezes stad på prefekturnivå i Shandong-provinsen i norra Kina. Det ligger omkring 210 kilometer sydväst om provinshuvudstaden Jinan. 